# Brotia peninsularis
Brotia peninsularis е вид охлюв от семейство Pachychilidae. Видът не е застрашен от изчезване.

## Разпространение и местообитание
Разпространен е в Малайзия (Западна Малайзия) и Тайланд.
Обитава сладководни басейни, реки и потоци.